# Wanda (metoda)
Wanda je technika společných setkání, která se zaměřuje na podporu vzájemného učení, skupinové reflexe a propojování různých pohledů na situace z praxe.
Sdílení znalostí posiluje prefesionální růst celé skupiny.
Na osobní úrovni učí technika kricky myslet, konstruktivně diskutovat, respektovat druhé, rozvíjí komunikační dovednosti, přispívá k pozivnímu myšlení a empatii.

## Metodika
Wanda setkání má 5 standardizovaných fází:
1. Ohlédnutí – retrospektivní ohlédnutí za minulým případem.
2. Výběr případu – výběr nového konkrétního případu, o jehož řešení projeví zájem všichni zúčastnění. Přispěvatel formuluje svou učící se otázku.
3. Kladení otázek – vyjasnění kontextu.
4. Různé pohledy – příspěvky do skupinové diskuze perspektivou různých rolí.
5. Návrhy, nápady, rady – formulace nových doporučení. Přispěvatel se snaží odpovědět na svou učící se otázku.

### Učící se otázka
Stanovení pozitivní učící se otázky je klíčovým bodem celého setkání. Aby skutečně vedla k učení, musí být zaměřena na přispěvatele samotného. Častokrát má potřebu změnit někoho jiného, ale v jeho možnostech je změnit právě své vlastní chování, díky němuž může pomoci zlepšit nejen daný případ, ale zároveň se tím sám rozvíjet a předcházet dalším krizovým situacím.

## Název
Název je kombinací holandských slov Waarderen (oceňovat), Analyseren (analyzovat) a Daden (skutky).